# Sabrina Houssami
Sabrina Houssami (n. 3 iulie 1986) este un fotomodel australian. Ea a fost aleasă Miss Australia și a ocupat locul doi la concusul de frumusețe Miss World în anul 2006, loc disputat cu ceha Taťána Kuchařová și românca Ioana Valentina Boitor.

## Titluri obținute
- Miss World Australia 2006
- Miss World Asia Pacific 2006
- Miss World 2006 2nd runner-up
- Miss Grand Slam 2006